# Nikolaï Mechtcherine
Nikolaï Mechtcherine (en russe : Николай Васильевич Мещерин) est un peintre russe né à Moscou le 16 février 1864 (28 février dans le calendrier grégorien) et mort le 9 octobre 1916 (22 octobre dans le calendrier grégorien) à Dougino (oblast de Moscou) 

## Biographie
Nikolaï Mechtcherine est né dans une riche famille de marchands : son père, Vassili Mechtcheirne (1833-1880) marchand dans la première guilde, citoyen d'honneur à titre héréditaire est le fondateur de la manufacture Danilovska.
C'est son père qui a voulu que Nikolaï étudie à l'académie de Moscou des sciences commerciales, et, dès le décès de celui-ci, en 1880, le jeune homme s'est vu dans l'obligation de gérer les affaires familiales sans terminer le cycle des cours de l'académie.
Nikolaï Mechtcherine s'intéresse d'abord à la photographie et il réalise des photos d'herbes séchées et de fleurs. Au début des années 1890, il commence à pratiquer la peinture. Il ne reçoit pas de formation artistique scolaire et il se contente de cours particuliers dont ceux du peintre Vassili Perepliotchikov, qui est son ami à l'académie pratique de peinture. Mais il suit aussi les cours d'Emmanuel Aladjalov et d'Alexeï Korine.
Pendant plusieurs années, dans le domaine de Dougino, propriété de Mechtcherine, vivent de nombreux artistes parmi lesquels : Isaac Levitan, Alekseï Stepanov, Sergueï Malioutine,Vassili Perepliotchikov, Igor Grabar. Selon Igor Grabar, tous les artistes de Moscou passaient par la propriété de Mechtcherine et Grabar lui-même y vécut 13 ans. Quant à Perepliotchikov il écrit: «Je connais encore un autre endroit comparable à Dougino par le nombre d'artistes qui y vivaient : c'est la Sloboda Savvinskaïa (ru) (les environs de la ville de Zvenigorod». Dans la propriété il existait même deux ateliers ; un pour le maître des lieux et un autre pour les invités .

## Œuvres

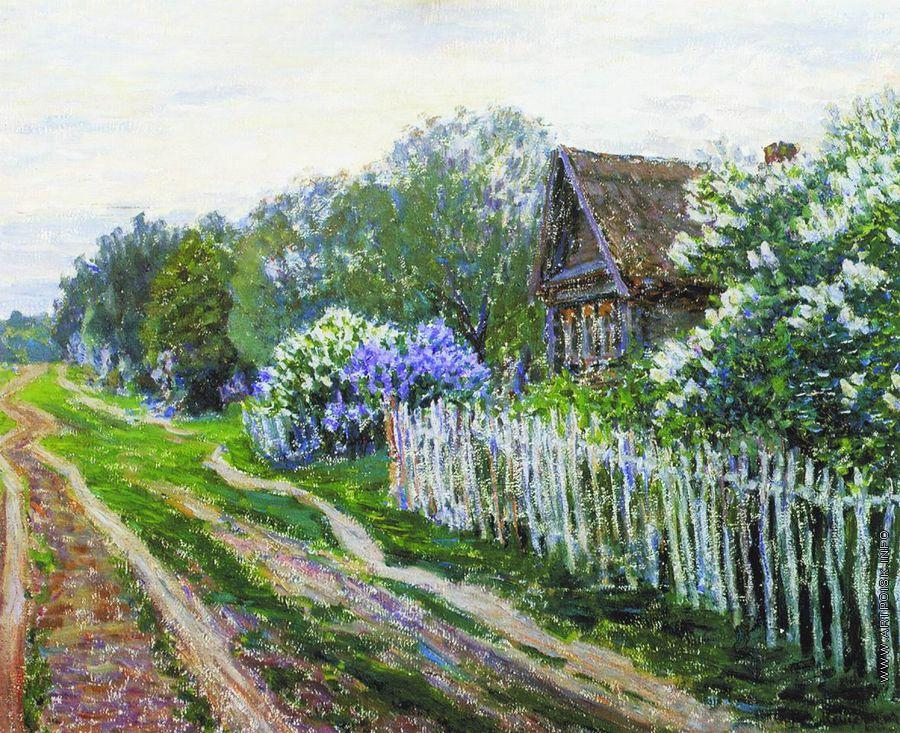
Mechtcherine, Paysage 1905

La majorité des œuvres de Mechtcherine sont des paysages de la Russie centrale.
Sa première exposition a lieu à l'association des artistes de Moscou en 1899 où il présente : Trembles sous la neige et Chêne. La même année il peint Au printemps, lors d'une exposition des Ambulants.
La critique et les collectionneurs appréciaient les tableaux de Mechtcherine qui étaient reproduits dans la revue Mir Iskousstva , on écrivait aussi à son sujet dans la revue Activités du cercle littéraire et artistique de Moscou, éditée par Valéri Brioussov.

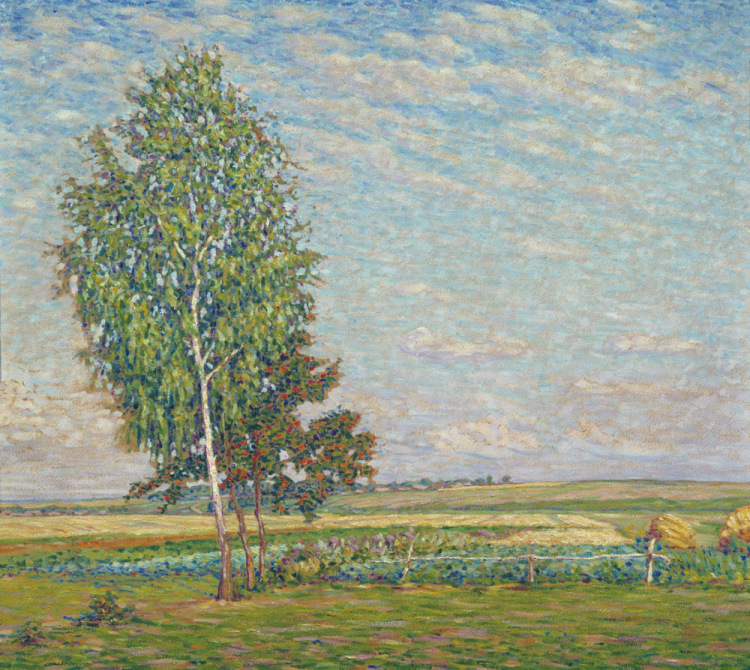
Sorbier sauvage, Mechtcherine. 1912

En 1906, aux III et IV expositions de l'Union des peintres russes il expose douze nouvelles œuvres majeures. A Paris et à Berlin, à l'exposition de Serge de Diaghilev d'icônes anciennes, de sculptures, de portraits, on retrouve avec des œuvres de Valentin Serov, Alexandre Benois, Mikhaïl Vroubel, Igor Grabar et Constantin Korovine, cinq paysages de Mechtcherine : Novembre, Sorbier sauvage, Aux champs, Automne, Avant l'aube.
Deux de ses tableaux ont été acquis par la Galerie Tretiakov: Izba (1901) en 1903 et Au champ (1904) en 1907. Une de ses œuvres les plus réussie Lilas (1905) est présentée à l'exposition d'hiver de l'Union des peintres russes. Son tableau Clair de lune en automne (1906—1907) a rejoint les pièces de la collection de Vladimir Hirschmann.
En 1910, Nikolaï Mechtcherine a donné plusieurs de ses toiles au musée Vasnetsov de l'oblast de Kirov.
Après les funérailles de Valentin Serov en 1911 l'homme de lettre Boris Sadovskoy (en) écrit dans son journal: «Toutes les célébrités de Moscou étaient là … Parmi celles-ci : Nikolaï Andreïev, Vassili Bakcheïev, Viktor Vasnetsov, Igor Grabar, Ivan Efimov, Nikolaï Dossekine, Constantin Korovine, Nikolaï Mechtcherine, Nicolas Millioti, Ilya Ostroukhov, Leonid Pasternak, Konstantin Pervoukhine, N. P. Oulianov, Constantin Youon et tous ces artistes moscovites avec lesquels Serov a longtemps participé aux expositions de l'Union des artistes russes et de Mir Iskousstva».
Mechtcherine est mort le 22 octobre 1916, dans son domaine de Dougino où il avait passé les douze dernières années de sa vie. Il est enterré au monastère de Jérusalem de l'élévation de la Croix. Comme il n'avait pas eu d'enfants, son épouse, Lydia Ivanovna Goriatcheva-Mechtcherina est devenue héritière de toute sa collection de peinture.
Lors de la XV exposition de l'Union des peintres russes, à la fin de 1917, 30 de ses tableaux sont exposés dont beaucoup sont vendus.
C'est en 1987 que se tient à nouveau une exposition des œuvres de N. Mechtcherine. Au musée-réserve de l'État Gorki Leninskie, a eu lieu une exposition en 1994.
En 2019 le musée de l’impressionnisme russe organise une exposition intitulée Nikolaï Mechtcherine. Sans vanité. qui présente 92 œuvres et 25 photographies de l'auteur.

## Anecdotes

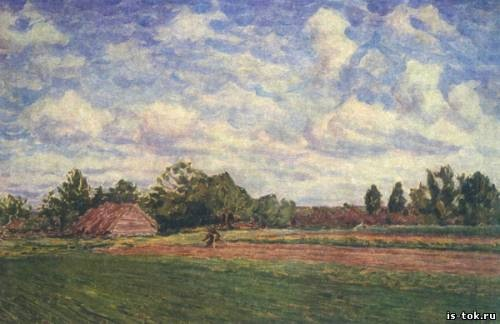
N. Mechtcherine

Igor Grabar écrivait : «Levitan, n'aurait peut-être pas peint deux de ses meilleurs tableaux, si un an auparavant il n'avait pas vu les motifs de ceux-ci parmi les études de Mechtcherine dans la propriété de Dougino. Il a été captivé par ceux-ci.» Cela renseigne sur la mesure «des dons de Mechtcherine, qui sont injustement laissés dans l'ombre…». Selon Grabar encore, Levitan devait à Mechtcherine ses motifs paysagers composés d'une grange, d'un hangar rustique : «Un jour qu'il regardait les derniers travaux de Mechtcherine il dit...:

— Quel motif remarquable. Personne ne peint de hangars, mais il faudrait. Votre humble serviteur est maintenant occupé avec ce même sujet».
La fille d'Igor Grabar, Olga, se rappelle des curieuses idées de Mechtcherine en matière de nutrition : il était sincèrement convaincu qu'en mangeant du metchnikovska, comme on l'appelait à l'époque une espèce de kéfir, on prolongeait sensiblement sa durée de vie. À ces panacées il ajoutait le radis et le kvas.
En 1907, Mechtcherine se passionne pour les disques d'enregistrements musicaux; dans une lettre à Igor Grabar du onze juin de cette année il écrit : «Quant à moi je commence à avoir peur de ma passion gramophonique. Je suis très passionné, mais enfin ce n'est pas si grave. Cela arrive : c'étaient les aubes le matin, puis les clairs de lunes etc. et maintenant ce sont les disques de musique… Mais en telle quantité. En un mois j'en ai déjà acheté soixante dix».